# Wes Hoolahan
Wesley ("Wes") Hoolahan (Dublin, 20 mei 1982) is een Iers voormalig voetballer die doorgaans speelde als middenvelder. Tussen 2001 en 2022 was hij actief voor Shelbourne, Livingston, Blackpool, Norwich City, West Bromwich Albion, Newcastle Jets en Cambridge United. Hoolahan maakte in 2008 zijn debuut in het Iers voetbalelftal en kwam uiteindelijk tot drieënveertig interlandoptredens.

## Clubcarrière
Hoolahan speelde in zijn vaderland Ierland voor Shelbourne, waarna hij in 2006 naar Livingston in Schotland trok. Voor Shelbourne had hij in vijf jaar tijd meer dan honderd wedstrijden gespeeld, maar verder dan zestien kwam hij niet bij Livingston. Dat kwam omdat hij al op 12 juli 2006 door Blackpool werd aangetrokken; in eerste instantie was dit puur op huurbasis. Bij Blackpool ontwikkelde de middenvelder zich tot vaste waarde en hij vertrok in 2008 naar Norwich City. In zijn eerste seizoen degradeerde hij met de club naar de League One, maar later wist Norwich tweemaal te promoveren, zodat er in de Premier League gespeeld zou worden. In 2014 degradeerde Norwich om binnen een jaar weer te promoveren en een jaar later weer terug te keren naar het Championship. Na tien seizoenen dienst bij Norwich verliep zijn verbintenis, waardoor Hoolahan de club verliep. Hierop tekende de Ierse middenvelder voor een halfjaar bij West Bromwich Albion. Deze verbintenis werd later verlengd tot het einde van het seizoen 2018/19. In augustus 2019 ging Hoolahan naar het Australische Newcastle Jets. In 2020 keerde de middenvelder terug naar Engeland, waar hij voor Cambridge United ging spelen. In de zomer van 2022 besloot Hoolahan op veertigjarige leeftijd een punt te zetten achter zijn actieve loopbaan.

## Clubstatistieken
| Seizoen | Club                 | Competitie     | Competitie | Competitie | Beker | Beker | Internationaal | Internationaal | Totaal | Totaal |
| Seizoen | Club                 | Competitie     | Wed.       | Dlp.       | Wed.  | Dlp.  | Wed.           | Dlp.           | Wed.   | Dlp.   |
| ------- | -------------------- | -------------- | ---------- | ---------- | ----- | ----- | -------------- | -------------- | ------ | ------ |
| 2005/06 | Livingston           | Premier League | 16         | 0          | 3     | 0     | —              | —              | 19     | 0      |
| 2006/07 | Blackpool            | League One     | 45         | 9          | 4     | 1     | —              | —              | 49     | 10     |
| 2007/08 | Blackpool            | Championship   | 45         | 5          | 5     | 1     | —              | —              | 50     | 6      |
| 2008/09 | Norwich City         | Championship   | 32         | 2          | 3     | 0     | —              | —              | 35     | 2      |
| 2009/10 | Norwich City         | League One     | 37         | 11         | 5     | 3     | —              | —              | 42     | 14     |
| 2010/11 | Norwich City         | Championship   | 41         | 10         | 3     | 0     | —              | —              | 44     | 10     |
| 2011/12 | Norwich City         | Premier League | 33         | 4          | 4     | 1     | —              | —              | 37     | 5      |
| 2012/13 | Norwich City         | Premier League | 33         | 3          | 3     | 1     | —              | —              | 36     | 4      |
| 2013/14 | Norwich City         | Premier League | 16         | 1          | 3     | 0     | —              | —              | 19     | 1      |
| 2014/15 | Norwich City         | Championship   | 39         | 5          | 1     | 0     | —              | —              | 40     | 5      |
| 2015/16 | Norwich City         | Premier League | 30         | 4          | 2     | 0     | —              | —              | 32     | 4      |
| 2016/17 | Norwich City         | Championship   | 33         | 7          | 0     | 0     | —              | —              | 33     | 7      |
| 2017/18 | Norwich City         | Championship   | 29         | 1          | 5     | 1     | —              | —              | 34     | 2      |
| 2018/19 | West Bromwich Albion | Championship   | 6          | 0          | 4     | 0     | —              | —              | 10     | 0      |
| 2019/20 | Newcastle Jets       | A-League       | 5          | 0          | 2     | 1     | —              | —              | 7      | 1      |
| 2020/21 | Cambridge United     | League Two     | 34         | 7          | 2     | 0     | —              | —              | 36     | 7      |
| 2021/22 | Cambridge United     | League One     | 26         | 1          | 3     | 0     | —              | —              | 29     | 1      |
| Totaal  | Totaal               | Totaal         | 499        | 70         | 52    | 8     | 0              | 0              | 551    | 78     |

## Interlandcarrière
Hoolahan maakte zijn debuut in het Iers voetbalelftal op 29 mei 2008. Op die dag werd een vriendschappelijke wedstrijd tegen Colombia met 1–0 gewonnen. In de tweede helft mocht de middenvelder als invaller binnen de lijnen komen. In zijn derde interland, tegen Polen (2–0 winst), maakte hij zijn eerste doelpunt. In mei 2016 werd Hoolahan opgenomen in de selectie voor het Europees kampioenschap voetbal 2016 in Frankrijk. Ierland werd in de achtste finale uitgeschakeld door gastland Frankrijk na twee doelpunten van Antoine Griezmann.
| Interlands van Wes Hoolahan voor Ierland | Interlands van Wes Hoolahan voor Ierland | Interlands van Wes Hoolahan voor Ierland | Interlands van Wes Hoolahan voor Ierland | Interlands van Wes Hoolahan voor Ierland | Interlands van Wes Hoolahan voor Ierland |
| №                                        | Datum                                    | Wedstrijd                                | Uitslag                                  | Competitie                               | Goals                                    |
| Als speler bij Blackpool                 | Als speler bij Blackpool                 | Als speler bij Blackpool                 | Als speler bij Blackpool                 | Als speler bij Blackpool                 | Als speler bij Blackpool                 |
| ---------------------------------------- | ---------------------------------------- | ---------------------------------------- | ---------------------------------------- | ---------------------------------------- | ---------------------------------------- |
| 1                                        | 29 mei 2008                              | Ierland – Colombia                       | 1 – 0                                    | Vriendschappelijk                        |                                          |
| Als speler bij Norwich City              |                                          |                                          |                                          |                                          |                                          |
| 2                                        | 14 november 2012                         | Ierland – Griekenland                    | 0 – 1                                    | Vriendschappelijk                        |                                          |
| 3                                        | 6 februari 2013                          | Ierland – Polen                          | 2 – 0                                    | Vriendschappelijk                        | 76'                                      |
| 4                                        | 22 maart 2013                            | Zweden – Ierland                         | 0 – 0                                    | WK 2014 kwalificatie                     |                                          |
| 5                                        | 2 juni 2013                              | Ierland – Georgië                        | 4 – 0                                    | Vriendschappelijk                        |                                          |
| 6                                        | 7 juni 2013                              | Ierland – Faeröer                        | 3 – 0                                    | WK 2014 kwalificatie                     |                                          |
| 7                                        | 14 september 2013                        | Wales – Ierland                          | 0 – 0                                    | Vriendschappelijk                        |                                          |
| 8                                        | 15 oktober 2013                          | Ierland – Kazachstan                     | 3 – 1                                    | WK 2014 kwalificatie                     |                                          |
| 9                                        | 15 november 2013                         | Ierland – Letland                        | 3 – 0                                    | Vriendschappelijk                        |                                          |
| 10                                       | 19 november 2013                         | Polen – Ierland                          | 0 – 0                                    | Vriendschappelijk                        |                                          |
| 11                                       | 5 maart 2014                             | Ierland – Servië                         | 1 – 2                                    | Vriendschappelijk                        |                                          |
| 12                                       | 25 mei 2014                              | Ierland – Turkije                        | 1 – 2                                    | Vriendschappelijk                        |                                          |
| 13                                       | 31 mei 2014                              | Italië – Ierland                         | 0 – 0                                    | Vriendschappelijk                        |                                          |
| 14                                       | 6 juni 2014                              | Costa Rica – Ierland                     | 1 – 1                                    | Vriendschappelijk                        |                                          |
| 15                                       | 10 juni 2014                             | Ierland – Portugal                       | 1 – 5                                    | Vriendschappelijk                        |                                          |
| 16                                       | 3 september 2014                         | Ierland – Oman                           | 2 – 0                                    | Vriendschappelijk                        |                                          |
| 17                                       | 11 oktober 2014                          | Ierland – Gibraltar                      | 7 – 0                                    | EK 2016 kwalificatie                     | 56'                                      |
| 18                                       | 14 oktober 2014                          | Duitsland – Ierland                      | 1 – 1                                    | EK 2016 kwalificatie                     |                                          |
| 19                                       | 29 maart 2015                            | Ierland – Polen                          | 1 – 1                                    | EK 2016 kwalificatie                     |                                          |
| 20                                       | 13 juni 2015                             | Ierland – Schotland                      | 1 – 1                                    | EK 2016 kwalificatie                     |                                          |
| 21                                       | 4 september 2015                         | Gibraltar – Ierland                      | 0 – 4                                    | EK 2016 kwalificatie                     |                                          |
| 22                                       | 7 september 2015                         | Ierland – Georgië                        | 1 – 0                                    | EK 2016 kwalificatie                     |                                          |
| 23                                       | 8 oktober 2015                           | Ierland – Duitsland                      | 1 – 0                                    | EK 2016 kwalificatie                     |                                          |
| 24                                       | 11 oktober 2015                          | Polen – Ierland                          | 2 – 1                                    | EK 2016 kwalificatie                     |                                          |
| 25                                       | 13 november 2015                         | Bosnië en Herzegovina – Ierland          | 1 – 1                                    | EK 2016 kwalificatie                     |                                          |
| 26                                       | 16 november 2015                         | Ierland – Bosnië en Herzegovina          | 2 – 0                                    | EK 2016 kwalificatie                     |                                          |
| 27                                       | 25 maart 2016                            | Ierland – Zwitserland                    | 1 – 0                                    | Vriendschappelijk                        |                                          |
| 28                                       | 29 maart 2016                            | Ierland – Slowakije                      | 2 – 2                                    | Vriendschappelijk                        |                                          |
| 29                                       | 27 mei 2016                              | Ierland – Nederland                      | 1 – 1                                    | Vriendschappelijk                        |                                          |
| 30                                       | 31 mei 2016                              | Ierland – Wit-Rusland                    | 1 – 2                                    | Vriendschappelijk                        |                                          |
| 31                                       | 13 juni 2016                             | Ierland – Zweden                         | 1 – 1                                    | EK 2016                                  |                                          |
| 32                                       | 18 juni 2016                             | België – Ierland                         | 3 – 0                                    | EK 2016                                  |                                          |
| 33                                       | 22 juni 2016                             | Italië – Ierland                         | 0 – 1                                    | EK 2016                                  |                                          |
| 34                                       | 26 juni 2016                             | Frankrijk – Ierland                      | 2 – 1                                    | EK 2016                                  |                                          |
| 35                                       | 31 augustus 2016                         | Ierland – Oman                           | 4 – 0                                    | Vriendschappelijk                        |                                          |
| 36                                       | 9 oktober 2016                           | Moldavië – Ierland                       | 1 – 3                                    | WK 2018 kwalificatie                     |                                          |
| 37                                       | 12 november 2016                         | Oostenrijk – Ierland                     | 0 – 1                                    | WK 2018 kwalificatie                     |                                          |
| 38                                       | 1 juni 2017                              | Mexico – Ierland                         | 3 – 1                                    | Vriendschappelijk                        |                                          |
| 39                                       | 4 juni 2017                              | Ierland – Uruguay                        | 3 – 1                                    | Vriendschappelijk                        |                                          |
| 40                                       | 11 juni 2017                             | Ierland – Oostenrijk                     | 1 – 1                                    | WK 2018 kwalificatie                     |                                          |
| 41                                       | 5 september 2017                         | Ierland – Servië                         | 0 – 1                                    | WK 2018 kwalificatie                     |                                          |
| 42                                       | 6 oktober 2017                           | Ierland – Moldavië                       | 2 – 0                                    | WK 2018 kwalificatie                     |                                          |
| 43                                       | 14 november 2017                         | Ierland – Denemarken                     | 1 – 5                                    | WK 2018 kwalificatie                     |                                          |

## Erelijst
| Competitie        |            |                     |            |            |
| Competitie        | Aantal     | Jaren               |            |            |
| Shelbourne        | Shelbourne | Shelbourne          | Shelbourne | Shelbourne |
| ----------------- | ---------- | ------------------- | ---------- | ---------- |
| League of Ireland | 3          | 2001/02, 2003, 2004 |            |            |
| Norwich City      |            |                     |            |            |
| League One        | 1          | 2009/10             |            |            |